# Патријарх александријски Никанор
Патријарх Никанор (грч. Πατριαρχης Νικανωρ) је био патријарх александријски у периоду од 1866. до 1869. године.

## Биографија
Рођен у је Волосу, Грчка. Био је митрополит Тебаиде. Седамнаест година је провео у Русији као представник Александријске патријаршије. У Русији је организовао прикупљање средстава за обнову Патријаршије у Александрији.
Године 1866. изабран је за патријарха александријског. Тешка ситуација у читавом православљу и унутрашњи сукоби у Александрији обележили су његово време и довели до његове оставке 19. марта 1869. године.
Умро је 25. децембра 1869. године.